# Pedro van Raamsdonk
Pedro van Raamsdonk (* 2. Oktober 1960 in Amsterdam) ist ein niederländischer Boxer. Er war Europameister der Berufsboxer im Halbschwergewicht.

## Werdegang

### Amateurlaufbahn
Pedro van Raamsdonk begann im Alter von 10 Jahren im Boxteam Albert Cuyp in Amsterdam mit dem Boxen. Mit 16 Jahren kam er in das niederländische Box-Juniorenteam. Im Jahre 1979 wurde er erstmals niederländischer Meister bei den Senioren im Mittelgewicht. Diesen Titel gewann er in seiner Laufbahn insgesamt siebenmal. 1980 hielt er sich in den Vereinigten Staaten auf und belegte bei den Californian Golden Gloves in San Francisco im Mittelgewicht den 1. Platz.
1981 überraschte er die Fachwelt, als er bei der Europameisterschaft der Amateure in Tampere im Mittelgewicht bis in das Finale vorstieß und erst in diesem von dem sowjetischen Sportler Juri Torbek eine Niederlage mit 1:4 Punktrichterstimmen hinnehmen musste. Auf dem Weg zu diesem Vize-Europameistertitel besiegte Pedro van Raamsdonk Ivan Gonda aus der CSSR mit 5:0 Richterstimmen. Gegen Jimmy Price aus England gewann er knapp mit 3:2 Richterstimmen und gegen Valentin Silaghi aus Rumänien gewann er im Halbfinale mit 4:1 Richterstimmen.
Auch bei der Weltmeisterschaft 1982 in München gewann Pedro van Raamsdonk eine Medaille. Er erreichte dort mit Siegen über Frank Clausen (Dänemark) und Mwehu Beya (Zaire) das Halbfinale, in dem er gegen den Finnen Tarmo Uusivirta klar mit 0:5 Punktrichterstimmen verlor. Bei der Europameisterschaft 1983 in Warna traf er in der ersten Runde auf den Lokalmatador Ilja Angelow, gegen den er nach Punkten verlor.
Bei den Olympischen Spielen 1984 in Los Angeles schrammte Pedro van Raamsdonk knapp an einer Medaille vorbei. Er siegte dort über Augustus Oga aus Kenia und Noe Crusiani aus Italien nach Punkten, unterlag aber im Viertelfinale gegen Arístides González aus Puerto Rico nach Punkten. Damit belegte er im Mittelgewicht den 5. Platz.
Einen bemerkenswerten Sieg feierte Pedro van Raamsdonk im Jahre 1985 in Kopenhagen beim Kopenhagen-Cup im Halbschwergewicht. Er siegte dort im Endkampf gegen den Polen Stanislaw Lakomiec nach Punkten. Von keinem Erfolg war jedoch die Teilnahme an der Europameisterschaft dieses Jahres in Budapest gekrönt, denn er verlor dort seinen ersten Kampf gegen René Suetovius aus der DDR und schied aus.

### Profilaufbahn
Pedro van Raamsdonk bestritt seinen ersten Profikampf am 17. Februar 1986 in Arnheim. Dabei besiegte er im Halbschwergewicht den Kroaten Mladen Grubesic durch technischen K. o. in der 2. Runde. Am 6. April 1987 gewann er in Tilburg durch einen Punktsieg nach 10 Runden über Sergio Bosio den Meistertitel der Benelux-Staaten im Cruiser-Gewicht.
Am 18. Mai 1987 wurde er in Amsterdam durch einen Punktsieg nach 10 Runden über John Held niederländischer Meister im Halbschwergewicht. Am 7. September 1988 fügte er seinen Erfolgen einen weiteren hinzu, denn er wurde in Berkshine in England durch einen techn. K.-o.-Sieg in der 7. Runde über Tom Collins EBU-Europameister im Halbschwergewicht. Diesen Titel verlor er aber schon zwei Monate später, als am 7. November 1988 in Rotterdam gegen seinen niederländischen Landsmann Jan Lefeber nach 12 Runden nach Punkten verlor.
Alle weiteren Versuche in den folgenden Jahren wieder einen Titel zu gewinnen scheiterten. Am 29. Mai 1989 verlor Pedro van Raamsdonk in Scheveningen im Kampf um den niederländischen Meistertitel gegen John Emmen durch technischen K. o. in der 7. Runde. Seine Augenpartien waren so stark angeschwollen, dass er nicht mehr weiterboxen konnte und vom Ringrichter aus dem Kampf genommen werden musste. Am 26. Januar 1960 verlor er in Perpignan bei dem Versuch, den EBU-Europameistertitel wieder zu gewinnen, gegen den Franzosen Eric Nicoletta nach 12 Runden nach Punkten und auch bei dem Versuch, am 31. August 1991 in Willemstad wieder holländischer Meister im Cruiser-Gewicht zu werden, scheiterte er durch eine K.-o.-Niederlage in der 10. Runde gegen Hubert Zimmermann.
Seinen letzten Kampf bestritt Pedro van Raamsdonk am 28. Oktober 1991 in Arnheim gegen den Engländer Roger McKenzie, gegen den er ebenfalls durch K. o. verlor. Danach trat er vom Profiboxen zurück.

### Nach dem Boxen
Pedro van Raamsdonk ist seit 1993 Angehöriger der Feuerwehr von Amsterdam. Er arbeitet aber auch als Personal Trainer und hält auch für Gruppen Boxkurse ab.